# Sam Bass
Pour les articles homonymes, voir Bass.
Sam Bass, né le 21 juillet 1851 à Mitchell (Indiana) et mort le 21 juillet 1878 à Round Rock (Texas), est un voleur de trains et un hors-la-loi américain.

## Ses premières années
Bass fut orphelin à l'âge de dix ans. Pendant les cinq années suivantes, lui et ses frères et ses sœurs vivent chez leur oncle. En 1869, il s'en va de son propre chef et passe l'année suivante au Mississippi. Bass a travaillé pendant environ un an dans une scierie à Rosedale, mais a finalement dérivé vers l'Ouest jusqu'au nord du Texas, où il a travaillé pendant un certain temps pour le shérif Egan de Denton. Il s'est essayé à la lutte contre le bétail, mais n'a pas été satisfait par le travail acharné et le peu de salaire. Bass a finalement acheté un cheval et l'a fait courir, vivant du produit pendant quelques années. Après que le cheval soit devenu trop vieux pour courir, Bass et un partenaire, Joel Collins, ont formé une conduite de bétail pour plusieurs éleveurs de la région de San Antonio, au Texas. En 1876, ils ont conduit le bétail au Nebraska, mais ont gaspillé leur argent (et celui des éleveurs) en le jouant dans la ville de la ruée vers l'or de Deadwood dans la région des Black Hills.

## Carrière criminelle
Après la faillite d'une série d'entreprises légales, Bass se tourne vers le crime. Il forme un gang et vole le train d'or de l'Union Pacific. Bass et ses hommes ont intercepté le train le 18 septembre 1877 à Big Spring, dans le Nebraska, dérobant ainsi 60 000 $.
Bass et son gang ont organisé une série de vols. En 1878, ils ont attaqué jusqu'à deux diligences et quatre trains dans les environs de Dallas. Bass fit l'objet d'une chasse à l'homme par l'agence Pinkerton et par une compagnie spéciale de Texas Rangers dirigée par le capitaine Junius Pea.
Bass a été en mesure d'échapper aux Rangers jusqu'à ce qu'un membre de son gang, Jim Murphy, devienne un informateur. John B. Jones, major des Texas Rangers, informé des mouvements de Bass, prépare une embuscade à Round Rock, au Texas, où Bass a prévu de voler la banque du comté de Willianson.
Le 19 juillet 1878, Bass et son gang partent en repérage de la zone avant le vol. Lorsqu'ils achètent un peu de tabac dans un magasin, ils sont remarqués par le shérif adjoint A. W. Grimes. Lorsque Grimes s'approche des hommes pour leur demander d'enlever leurs armes de poing, il est abattu. Bass tente de s'enfuir, mais les Rangers George Herold et Richard Ware lui tirent dessus et le blessent. Soapy Smith et son cousin assistèrent à cette scène.
Bass est emmené en garde à vue et meurt le lendemain des suites de ses blessures, le jour de son 27e anniversaire. Il est enterré à Round Rock. Aujourd'hui, sa tombe est marquée d'une pierre tombale de remplacement, l'originale s'étant détériorée au fil du temps en passant par les mains des collectionneurs. Ce qui reste de la pierre originale est exposé à la bibliothèque publique de Round Rock.

## Dans la culture populaire
- En 1936, le feuilleton radiophonique Death Valley Days dépeint ses derniers jours.
- Dans le western de 1949 Calamity Jane and Sam Bass, Bass est interprété par Howard Duff.
- En 1954, il est interprété par Don Haggerty dans la série télévisée Histoires du siècle dernier
- En 1961, dans un épisode de The Outlaws (en), c'est Jack Chaplain qui l'interprète.
- En 1962, la bande dessinée Jeff Arnold de Charles Chilton et Frank Humphris, dans Pilote, le met en scène dans Les cavaliers de la frontière.
- En 2012, la bande dessinée Texas Cowboys de Lewis Trondheim et Matthieu Bonhomme, éditée chez Dupuis, le met en scène en tant que personnage secondaire.